# Плосковусач лісовий
Плосковуса́ч лісови́й (лат. Callidium coriaceum Paykull, 1800) — вид жуків з родини вусачів.

## Поширення
C. coriaceum входить до групи бореально-альпійських видів у складі європейсько-сибірського комплексу. Ареал охоплює гірські системи Європи, Кавказ та Сибір. В регіоні Українських Карпат зустрічається зрідка в гірських районах на свіжих смерекових зрубах. 

## Екологія
Літ триває з кінця червня до серпня. Квітів не відвідує. Личинка розвивається в свіжій, ще живій деревині повалених або помираючих смерек, іноді ялиць. 

## Морфологія

### Імаго
C. coriaceum – жук невеликих розмірів, довжина тіла якого сягає 8-15 мм. Тіло струнке, витягнене, надкрила менш-більш розширені, шкірясті, просвічуються. Загальне забарвлення – чорне, тільки надкрила буруватого кольору із зеленкуватим та бронзовим відблиском. В першій третині вони вкриті довгими стоячими волосками, їх скульптура характеризується грубою зморшкуватістю, особливо в першій половині. Передньогрудний відросток заходить за середину передніх тазиків.

### Личинка
Личинка характеризується чітко вираженими, округлими і випуклими вічками. Спинні мозолі черевця на передньому краї з поперечною боріздкою. Ноги короткі з гострим тонким кігтиком.

## Життєвий цикл
Розвиток триває два роки. Личинка прокладає під корою звивисті ходи. Лялечкові камери розташовуються в кінці гачкоподібного ходу. 